# 朱祐㮧
都昌悼僖王朱祐㮧（1481年—1498年），號东轩，明朝第三代都昌王，明仁宗玄孙，都昌懷順王朱见潭嫡长子，生母茆氏。

## 生平
成化十九年（1483年），生父朱见潭被堂伯父荆王朱見潚以土袋击毙，母亲王妃茆氏被朱見潚霸占；朱见潭死后，都昌王府生活困难，明宪宗乃于成化二十年（1484年）下令，每年赐给茆氏及其未命名的两个幼子大米一百二十石。
弘治三年（1490年），明孝宗为其赐名祐㮧；弘治五年（1492年），堂伯父朱見潚因作恶多端被废为庶人并遭赐死，生母茆氏则因为与朱見潚私通被削去封号及冠服；朱祐㮧则以都昌王嫡长子的身份于弘治九年（1496年）袭封为第三代都昌王。弘治十一年（1498年），朱祐㮧逝世，时年19岁，明孝宗为此輟朝一日，下令賜祭葬如例，并追赠謚号悼僖。清朝《蕲州志》记载其墓地在蕲州大泉山（今湖北省蕲春县）。
朱祐㮧逝世后，其妻易氏年轻守寡，于弘治十三年（1500年）被封为都昌王妃；后来易氏及其子孙及生母茆氏生活困难，孝宗为此赐他们每年大米一百石；后茆氏请求增加供给，孝宗乃下令再为其增加五十石。正德五年（1510年），其嫡长子朱厚熙袭封为第四代都昌王。